# Перу ди Магаляиш Гандаву
Перу ди Магаляиш Гандаву (на португалски: Pero de Magalhães Gandavo) е португалски историк.

## Биография
Роден е около 1540 година в Брага в семейство на фламандски преселници от Гент. През 1576 година издава книгата „История на провинция Санта Круз, обикновено наричана Бразилия“, която придобива голяма популярност. В нея освен ранната история на колонията, той описва и интересни за европейския читател факти — местни растения и животни, туземни племена и други.
Перу ди Магаляиш Гандаву умира около 1580 година.